# Samegua (distrito)
O distrito peruano de Samegua é um dos 6 distritos da Província de Mariscal Nieto, situada no Departamento de Moquegua, pertenecente a Região Moquegua, Peru

## Transporte
O distrito de Samegua é servido pela seguinte rodovia:
- MO-107, que liga o distrito à cidade de Moquegua
- PE-36A, que liga o distrito de Moquegua à Ponte Desaguadero (Fronteira Bolívia-Peru) - e a rodovia boliviana Ruta 1 - no distrito de Desaguadero (Região de Puno)  [1][2][3]